# Sự phục hưng vĩ đại của dân tộc Trung Hoa
Sự phục hưng vĩ đại của dân tộc Trung Hoa (tiếng Trung: 中华民族伟大复兴; Hán-Việt: Trung Hoa dân tộc vĩ đại phục hưng; bính âm: Zhōnghuámínzú Wěidà Fùxīng) là khẩu hiệu chính trị được Đảng Cộng sản Trung Quốc sử dụng nhằm thể hiện mục tiêu đã nêu là tăng cường sức mạnh cho dân tộc Trung Hoa. Thuật ngữ này lần đầu tiên được Tổng Bí thư Đảng Cộng sản Trung Quốc Giang Trạch Dân đưa ra vào năm 2001. Về sau, Tổng Bí thư đương nhiệm Tập Cận Bình đã gắn kết khái niệm này với “Giấc mộng Trung Quốc”, khiến hai khái niệm trở nên đồng nghĩa với nhau.

## Lịch sử
Nhà cách mạng dân tộc chủ nghĩa Tôn Dật Tiên lần đầu tiên đề xuất khái niệm "chấn hưng Trung Hoa" (tiếng Trung: 振兴中华). Khi Đảng Cộng sản Trung Quốc mới thành lập, Lý Đại Chiêu, một trong những đồng sáng lập Đảng Cộng sản Trung Quốc, đã đề xuất khái niệm "phục hưng dân tộc Trung Hoa" (tiếng Trung: 中华民族之复活). Sau khi kết thúc cuộc Nội chiến Trung Quốc, Mao Trạch Đông kêu gọi "làm một bước chuyển mình vĩ đại cho dân tộc Trung Hoa" (tiếng Trung: 使中华民族来一个大翻身). Sau hội nghị toàn thể lần thứ 3 Ban Chấp hành Trung ương Đảng khóa XI, nhà lãnh đạo Trung Quốc Đặng Tiểu Bình đã phát triển thêm khái niệm "chấn hưng dân tộc Trung Hoa" (tiếng Trung: 振兴中华民族).
Thuật ngữ "sự phục hưng vĩ đại của dân tộc Trung Hoa" lần đầu tiên được Tổng Bí thư Giang Trạch Dân đưa ra trong bài phát biểu kỷ niệm 80 năm thành lập Đảng Cộng sản Trung Quốc vào năm 2001. Tại Đại hội Đảng lần thứ XVI vào tháng 11 năm 2002, Đảng Cộng sản Trung Quốc chính thức thông qua mục tiêu "thực hiện sự phục hưng vĩ đại của dân tộc Trung Hoa". Kể từ khi lên nắm quyền vào cuối năm 2012, Tổng Bí thư Tập Cận Bình đã gắn kết khái niệm này với Giấc mộng Trung Quốc, khẳng định rằng "thực hiện sự phục hưng vĩ đại của dân tộc Trung Hoa là giấc mơ vĩ đại nhất của dân tộc Trung Hoa trong thời hiện đại."(tr57) Kể từ đó, hai khái niệm này trở nên đồng nghĩa và được sử dụng thay thế cho nhau. Tại kỳ họp thứ nhất Đại hội Đại biểu Nhân dân Toàn quốc khóa XIII vào ngày 11 tháng 3 năm 2018, phần mở đầu Hiến pháp nước này đã được sửa đổi để bổ sung thuật ngữ này.